# Špekulacija
Špekuliranje je nakup sredstva (blaga ali nepremičnin) z upanjem, da bo v bližnji prihodnosti postalo bolj dragoceno. Pri financah je špekuliranje tudi praksa vpletanja v tvegane finančne transakcije, da bi skušali izkoristiti kratkoročna nihanja tržne vrednosti  finančnega instrumenta, ki se trguje na trgu, in ne poskušati izkoristiti osnovnih finančnih atributov, vključenih v instrument, kot so kapitalski dobički, dividende ali obresti.
Številni špekulanti se osredotočajo zgolj na gibanje cen. Špekulanti so še posebej dejavni na trgih z delnicami, obveznicami, terminskimi pogodbami, valutami,  likovno umetnostjo, zbirateljstvom , nepremičninami in izpeljanimi finančnimi instrumenti. Špekulanti pri svojem delu običajno uporabljajo fundamentalno analizo ali tehnično analizo.

### Znani špekulanti
Uspešnih špekulantov, ki jim je uspel večletni donos, ki je povprečno višji od 20 % letno je kar nekaj. Najbolj znan je Jesse Lauriston Livermore, ki je špekuliral na borzi v začetku 20 stoletja, kar je lepo opisano v knjigi Spomini upravljalca delnic (Reminiscences of a Stock Operator), kjer avtor Edwin Lefevre opisuje življenje Jesse-ja, kako je stavil naprej v posebnih trgovinah, kjer se je trgovalo z delnicami, in bil tako uspešen da so ga iz večine trgovin izgnali. Kasnje mu je uspelo trgovati na borzi, kjer pa je bilo potrebno za sedež plačati kar nekaj denarja, da je bilo mogoče vstopiti na borzo.
V prvi knjigi Čarovniki trga  avtorja Jacka Schwager-ja so intervijuji z znanimi špekulanti kot je Richard Dennis ustanovitelj Želv,  Paul Tudor Jones-om,  Edom Seykoto, Dr. Van k. Tharp-om, ki je tudi psiholog in je izdal več knjig o trgovanju, in drugimi.
Med najbolj znanimi "želvami" je Michael Covel, ki je izdal Dennisovo skrivnost in izdal knjigo z naslovom Zasledovanje trenda: Nauči se ustvariti milijone v rastočih in padajočih trgih.
Med novejšimi pa je potrebno omeniti Adam. H. Grimes-a z brezplačnim tečajem špekulacije, psihologa Brett-a Steenbarger-ja, ki je s svojo plejado knjig in izdatnim blogom, verjetno najbolj plodovit špekulant in psiholog današnjega časa. Zelo znana špekulanta, ki imata tudi svoje podjetje sta Mike BellafioreMike Bellafiore, tudi avtor knjige En dober posel: Notranjost zelo konkurenčnega sveta lastniškega trgovanja in njegov kolega in soustanovitelj Steve SpencerSteve Spencer.
Med špekulante se uvršča tudi Georga Sorosa, Warena Buffeta, Ray Dalia in druge investitorje oziroma voditelje investicijskih skladov.

### Tveganja
Špekulacija je povezana s tveganji, vendar je mogoče s pametno špekulacijo tveganja omejiti. Kako upravljati s tveganji je v eni izmed svojih knjig opisal dr. Van Tharp, kjer je opredelil, da je običajno tveganje, ki ga špekulanti zavzamejo pri eni poziciji (nakup npr. delnice) ni večji od 2 % celotne vrednosti s katero špekulirajo, je pa tveganje odvisno tudi od uspešnosti špekulanta pri napovedih stave. Špekulant svoje stave običajno obravnava v R-ih, kjer se stavi 1R, pričakujejo pa 2R ali več R dobička, torej se pri svojih napovedih lahko zmotijo tudi več kot v polovici primerov in imajo na računu še vedno pozitivno stanje. Z drugimi besedami če špekulant stavi 100 €, pričakujejo izgubo 100 € v primeru dobička pa dobiček 200 € ali več.